# Kylltalbrücke
Die Kylltalbrücke ist mit 223 m Spannweite die größte Straßenbogenbrücke Deutschlands, die komplett aus Stahlbeton bzw. Spannbeton besteht.
Die Autobahnbrücke liegt im Zuge der A 60 in der Eifel bei Fließem und Wilsecker zwischen den Anschlussstellen Bitburg und Badem und wurde in den Jahren 1995 bis 1999 erbaut. Sie überspannt mit einer Gesamtlänge von 645 m in einer maximalen Höhe von 93 m über Grund das Tal der Kyll.
Unter ihr verlaufen die Eifelstrecke, die Kreisstraße 87 und der Kyll-Radweg.

## Überbau

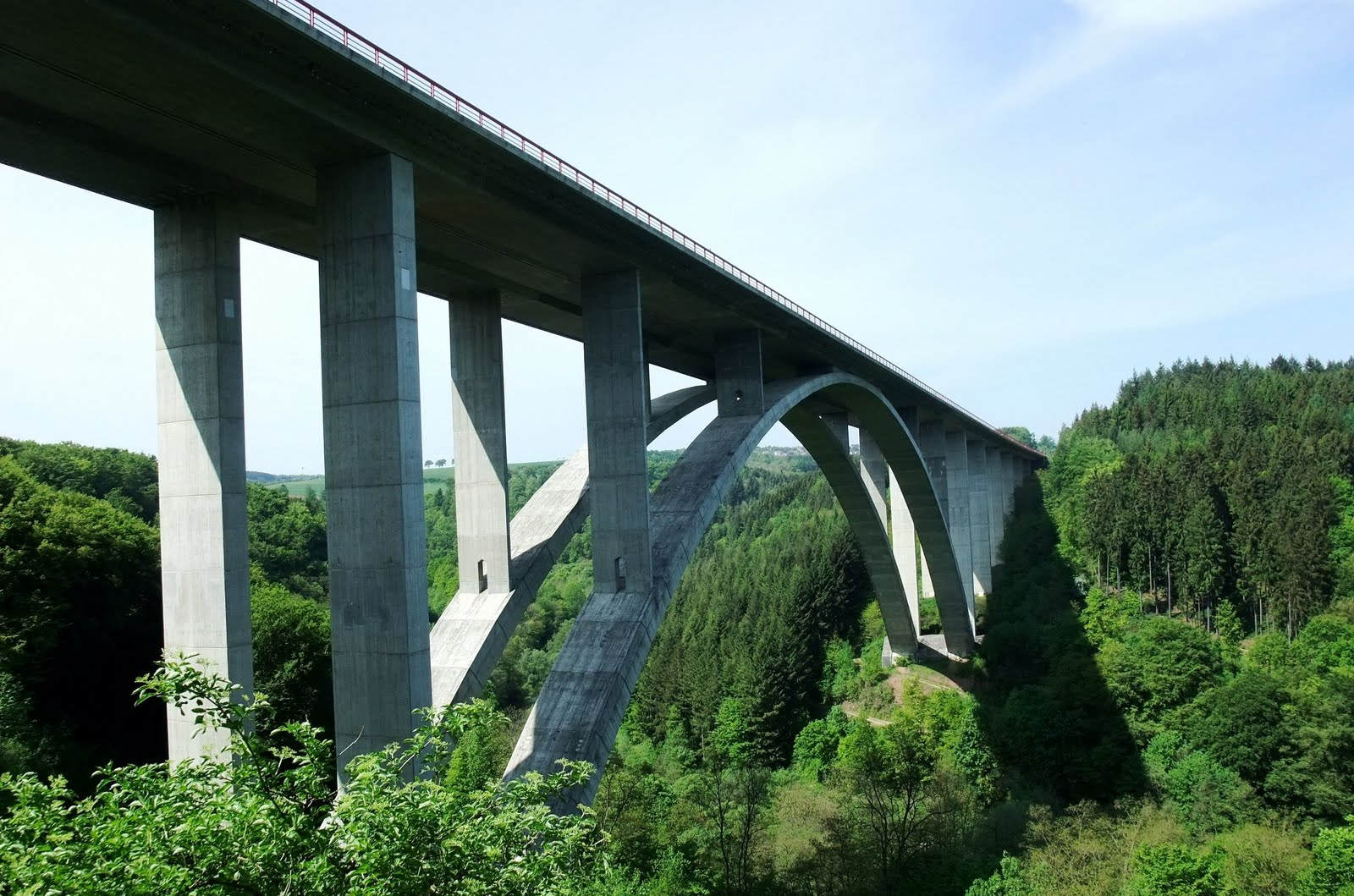
Kylltalbrücke

Der zweiteilige jeweils 15 m breite vorgespannte Überbau hat eine Gesamtlänge von 645 m. Er besitzt den Querschnitt eines einstegigen Plattenbalkens mit 1,5 m Bauhöhe im Bereich des Bogens, in den übrigen Abschnitten sind es 1,8 m. Die Feldweiten des 18-feldrigen Überbaus betragen 30 m – 5 × 40 m – (3 × 34 m – 33 m – 3 × 34 m) – 3 × 40 m – 30 m – 28 m.

## Unterbau
In Brückenmitte werden die beiden Überbauten von je einem Stahlbetonbogen mit 223 m Spannweite abgetragen. Diese haben ungefähr eine Parabelform. Die Bogenbreite beträgt 7 m, die Dicke 3,5 m am Kämpfer und 1,5 m im Scheitel. Die Herstellung des Bogens erfolgte im Freivorbau mit Hilfsabspannungen.
Die Pfeiler außerhalb des Bogens sind maximal 47 m hoch, bei einer Breite von 6,0 m haben sie eine Dicke von 2,0 m.